# Moyen
Moyen település Franciaországban, Meurthe-et-Moselle megyében. Lakosainak száma 522 fő (2022. január 1.). Moyen Flin, Fontenoy-la-Joûte, Fraimbois, Gerbéviller, Magnières, Vallois, Vathiménil és Domptail községekkel határos.

## Népesség
A település népességének változása:
| Lakosok száma | 525  | 506  | 550  | 530  | 514  | 539  | 550  | 539  | 533  | 522  |
|               | 1968 | 1982 | 1990 | 2006 | 2013 | 2015 | 2017 | 2019 | 2020 | 2022 |